# Jonas Meisterlin
Jonas Meisterlin (* 22. August 1585 in Obermoschel im Donnersbergkreis; † 5. April 1663 in Bad Sobernheim) war ein deutscher Jurist  und pfälzischer Gesandter zu den Verhandlungen, die 1648 zum Westfälischen Frieden geführt haben. 1653/1654 vertrat er Pfalz-Simmern auf dem Regensburger Reichstag  1653.

## Leben
Jonas Meisterlin war ein Sohn des Amtmanns Friedrich Meisterlin und dessen Ehefrau Anna Eichhorn. Er nahm an der Philipps-Universität Marburg und der Ruprecht-Karls-Universität Heidelberg ein Studium der Rechtswissenschaften auf und schloss als Doktor beider Rechte ab. Zum Jahresbeginn 1618 wurde er kurpfälzischer Rat und 1620 Kanzleidirektor des Pfalzgrafen Ludwig Philipp in dessen Fürstentum.
Im April 1633 war er pfälzischer Gesandter zum Heilbronner Bund, der unter Führung des schwedischen Reichskanzlers Axel Oxenstierna gebildet wurde. 
Gemeinsam mit Philipp Streiff von Lauenstein vertrat er 1645  die pfälzischen Interessen bei den Verhandlungen, die zum Westfälischen Frieden geführt haben.   
1653 war er Gesandter zum Regensburger Reichstag.
1670 erhielten Meisterlins Nachkommen wegen offenstehender Gehaltszahlungen und seiner besonderen Verdienste vom Pfalzgrafen die Burg Ingweiler als Lehen.